# 南尹州
南尹州，唐朝时设置的州。
唐高祖武德四年（621年），改南定州郁林郡为南尹州，下辖八县：郁林县（今广西贵港市东津镇）、郁平县（今广西贵港市）、岭山县（今广西横县飞龙乡）、怀泽县（今广西贵港市瓦塘镇思怀村）、潮水县（今广西贵港市覃塘区三里镇西城村）、安城县、桂平县、马岭县。武德五年（622年）岭山县归简州、桂平县归燕州。唐太宗貞觀五年（631年）安城县归宾州。贞观七年（633年）增辖石南县（今广西兴业县葵阳镇旧县村）、兴德县（今广西贵港市湛江镇）、潭栗县（今广西兴业县太平山镇古城村）。贞观八年（634年）改为贵州。
南尹州刺史
- 李光度（624年）